# 세이부 아히나선
아히나선(일본어: 安比奈線, あひなせん)은 일본 사이타마현 가와고에시에 있는 미나미오쓰카역과 아히나역을 잇는 세이부 철도의 화물 노선이다. 1967년부터 운행 중지 상태에 있다. 정식 폐선은 아니지만, 주변 건물들이 본 노선의 건축한계 안으로까지 침범하고 있어 정상적인 운행이 불가능하다보니 사실상 폐선이나 다름없다. 서적이나 자료에 따라서는 이 노선을 폐선으로 소개하는 경우도 많다.

## 역사
간토 대지진 이후의 부흥을 위한 건설 수요가 늘어남에 따라 이루마강에서 채취한 골재(모래, 자갈 등) 수송을 목적으로 1925년 2월 15일에 개업했다.
그러나 골재 채취로 인한 하천 환경의 변화로 인한 하류의 수해가 우려되어 골재 채취가 1967년에 금지됨에 따라 이 노선은 운행이 중단되었다. 한때 세이부 철도 화물열차의 유치 및 폐차의 해체 작업을 목적으로 이용된 적은 있었지만, 실제 영업 운행이 재개되지는 못했다.
이후 아히나선의 영업 재개를 위한 여러 가지 계획이 추진되었으나 실현되지 못하고 폐지되기에 이르렀다. 상세한 내용은 다음 단락을 참조하라.

## 현황
선로나 전차선 기둥 등은 남아있으나 정비가 거의 되어 있지 않다. 침목이 많이 손상되었으며, 국도 16호선을 횡단하는 건널목은 아스팔트로 포장이 된 상태이고, 다른 도로로 인해 노선이 완전히 차단된 상태이다.
오랫동안 방치되었기 때문에 예전에는 선로 위를 걸을 수도 있었지만, 침목이 손상된 이후부터는 안전을 위해 선로에 들어갈 수 있는 건널목 등에는 모두 차단책이 설치되었다.
2006년 11월 5일에는 세이부 철도의 전신인 가와고에 철도 개업 111주년을 기념하여 '고에도 가와고에 철도 개설 111주년 기념 페어(小江戸川越鉄道開設111周年記念フェア)'를 개최하였다. 그때 이 노선의 선로 위를 걷는 이벤트를 진행했는데, 이에 맞추어 시설물을 일부 손질하는 등 폐선이 아닌 것을 강조하였다.

## 노선 부활 계획의 좌절
1987년, 신주쿠선의 이용객 증가에 따라 가미샤쿠지이역에서 세이부신주쿠역 구간 복복선화 계획이 발표되었다. 이에 따르는 차량의 증가에 대비하여 아히나역에 새로운 차량기지를 만들려고 했으며, 회사 사장이 가와고에시와 사야마시에서 직접 참석하여 설명회를 개최하기도 하였다. 아히나 차량기지는 200량을 수용할 수 있는 규모가 예정되어 있었으며 지자체와의 협의에 따라 300량까지 규모를 늘리는 안도 있었다. 실제 이대로 건설될 경우 신주쿠 선에서 가장 큰 규모의 차량기지가 되었을 것이다. 이후 차량기지 건설에 대비한 주변의 토지 정비나 진입로 정비 등의 공사가 시작되었으나 진척은 지지부진했다.
또 가와고에시의 요청으로 이 노선에 추가로 역을 만들고 이루마강 건너에 있는 마토바역까지 약 1.5km를 연장하여 여객 영업을 하는 것도 검토되었다.
그러나 고령화와 출산율 감소로 인한 영향으로 수요 예측이 하향 조정되어 신주쿠선의 복복선화 계획은 1995년에 사실상 취소되었다. 그에 따라 아히나 차량기지의 필요성은 현저히 줄어들었고, 여객 영업을 해도 수익을 기대할 수 없게 됨에 따라 2016년 2월 10일에 이 노선의 폐지 예정이 정식으로 발표되었다.
아히나선은 영업 중지 기간이 끝나는 2016년 11월에 정식으로 폐지되어 설비 철거가 시작될 것으로 전망되었다.

## 참고 문헌
- 「夏の日の安比奈」Rail Magazine, 287 (2007-8), p.113-118. (아히나선 운행 열차의 사진, 배선도, 아히나역 구내도, 구내 사진 게재)

1. ↑  杉山淳一 (2016년 2월 16일). “西武安比奈線、正式に廃止へ - 休止路線は都内にもあった” (일본어). マイナビ.
2. ↑  마토바역으로 연장할 경우 JR 가와고에 선과 직접 환승이 가능해진다
3. ↑  “西武新宿線踏切渋滞対策” (일본어). 도쿄도 나카노 구청. 2016년 2월 13일에 원본 문서에서 보존된 문서. 2016년 2월 20일에 확인함.
4. ↑  “西武ＨＤ、安比奈線の廃止決定 半世紀の謎に決着 関連で減損126億円” (일본어). 니혼케이자이 신문. 2016년 2월 10일.
5. ↑  海老名富夫 (2016년 2월 14일). “安比奈線、正式に廃止　砂利運搬用貨物線、「休止」半世紀　／埼玉” (일본어). 마이니치 신문.[깨진 링크(과거 내용 찾기)]